# Antoon van Dyck
Antoon van Dyck (Antuérpia, 22 de março de 1599 – Londres, 9 de dezembro de 1641) foi um retratista brabantino que se tornou o principal pintor da corte real de Carlos I da Inglaterra.

## Vida e educação
Antoon van Dyck era o filho mais jovem de Frans van Dyck, um próspero comerciante de sedas e de especiarias, e de sua segunda esposa, Maria Cuypers. Sua mãe faleceu quando ele tinha apenas oito anos. Em 1609, aos dez anos, Anton tornou-se aprendiz do pintor de figuras Hendrik van Balen, que só lhe deixara uma pálida impressão. Aos quinze anos, depois de pintar quadros admiráveis, ele já era um artista altamente aperfeiçoado; seu auto-retrato de 1613 e 1614 (ao lado esquerdo) comprova isso. 
Instalou-se em um estúdio próprio aos dezesseis anos, ainda na Antuérpia, tendo trabalhado com Jan Brueghel, o jovem. Ele não poderia, entretanto, vender suas obras antes de ser oficialmente qualificado como mestre.

## Início da fama

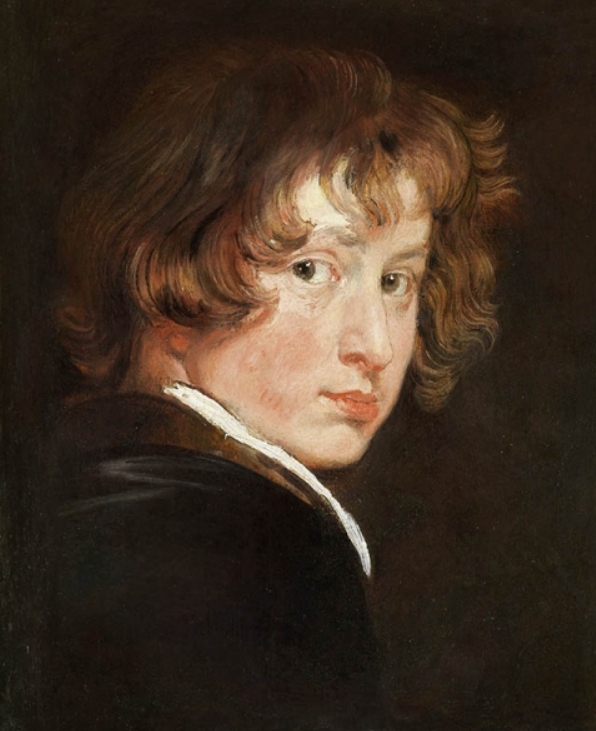
Autorretrato,
1613-1614, na Academia de Belas-Artes de Viena.

Em 18 de fevereiro de 1618, Van Dyck registrou-se como mestre na Guilda dos Pintores de Antuérpia. 
Ambicioso, Van Dyck tornou-se discípulo de Rubens, cujo estilo ele assimilou com uma facilidade espantosa. Rubens predominava o cenário artístico da Antuérpia, e Van Dyck, a exemplo desse, se dispôs a adotar maneiras aristocráticas e a cultivar a imagem de homem refinado. Rubens referiu-se ao jovem pintor, então com dezenove anos, como "o melhor de seus discípulos". 
Aos vinte e um anos, ele foi nomeado assistente-chefe de Rubens e recebeu a tarefa de pintar o teto (atualmente destruído) da Igreja Jesuíta de Antuérpia, passando a ser mais um auxiliar do que discípulo de Rubens.   

Aparentemente, Rubens não se sentiu ameaçado por Van Dyck, embora, como se alega, ele tivesse encorajado-o a especializar-se em retratos, campo que Van Dyck demonstrava pouco interesse. Rubens elogiava-o abertamente, tendo inclusive adquirido alguns trabalhos seus. 

## Primeira ida a Londres

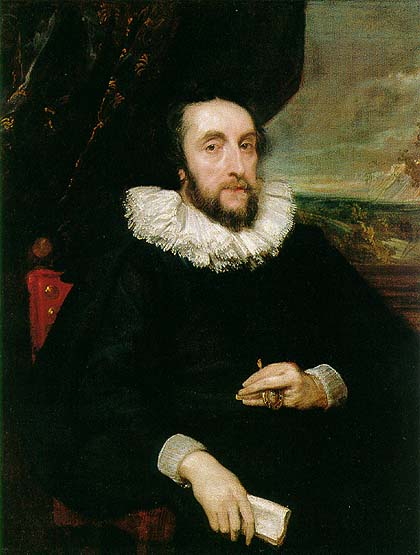
Thomas Howard, 2° Conde de Arundel, pintado por Anthony van Dyck, em 1620.

Por volta de 1620, a reputação de Van Dyck estava firmemente estabelecida na Antuérpia. Em julho daquele ano, de passagem pela cidade à caminho da Itália, a Condessa de Arundel posou para Rubens. Seu secretário, Francesco Vercellini, escreveu ao Conde de Arundel, em Londres, sobre o processo da obra e uma nota a respeito de Van Dyck:
"Van Dyck ainda está com o Senhor Rubens, e dificilmente suas obras são menos apreciadas que as de seu mestre; ele é um jovem de vinte e um anos, e seu pai, que é muito rico, vive na cidade; assim, será difícil para ele deixar este quinhão, tanto mais ao ver a boa sorte de Rubens".
Tal carta sugere que o Conde de Arundel tinha interesse em Van Dyck. Tentado pela perspectiva de visitar a Inglaterra, o pintor chegou em Londres em novembro daquele mesmo ano, onde ficou por apenas três meses. Nessa curta temporada, Van Dyck pôde estabelecer contato com dois dos maiores colecionadores de arte ingleses: o próprio Conde de Arundel e o Duque de Buckingham. Apesar da rivalidade entre os nobres, o pintor flamengo realizou pinturas para ambos e teve acesso às notáveis coleções deles: o Conde de Arundel possuía trinta e seis pinturas de Ticiano e o Duque de Buckingham, uma vasta coleção de obras de Veronese. Van Dyck admirava as obras desses velhos mestres venezianos. 
Entretanto, Van Dyck, quando veio à Inglaterra pela primeira vez, não se saiu bem-sucedido ao ser apresentado a Jaime I. 

## Período italiano

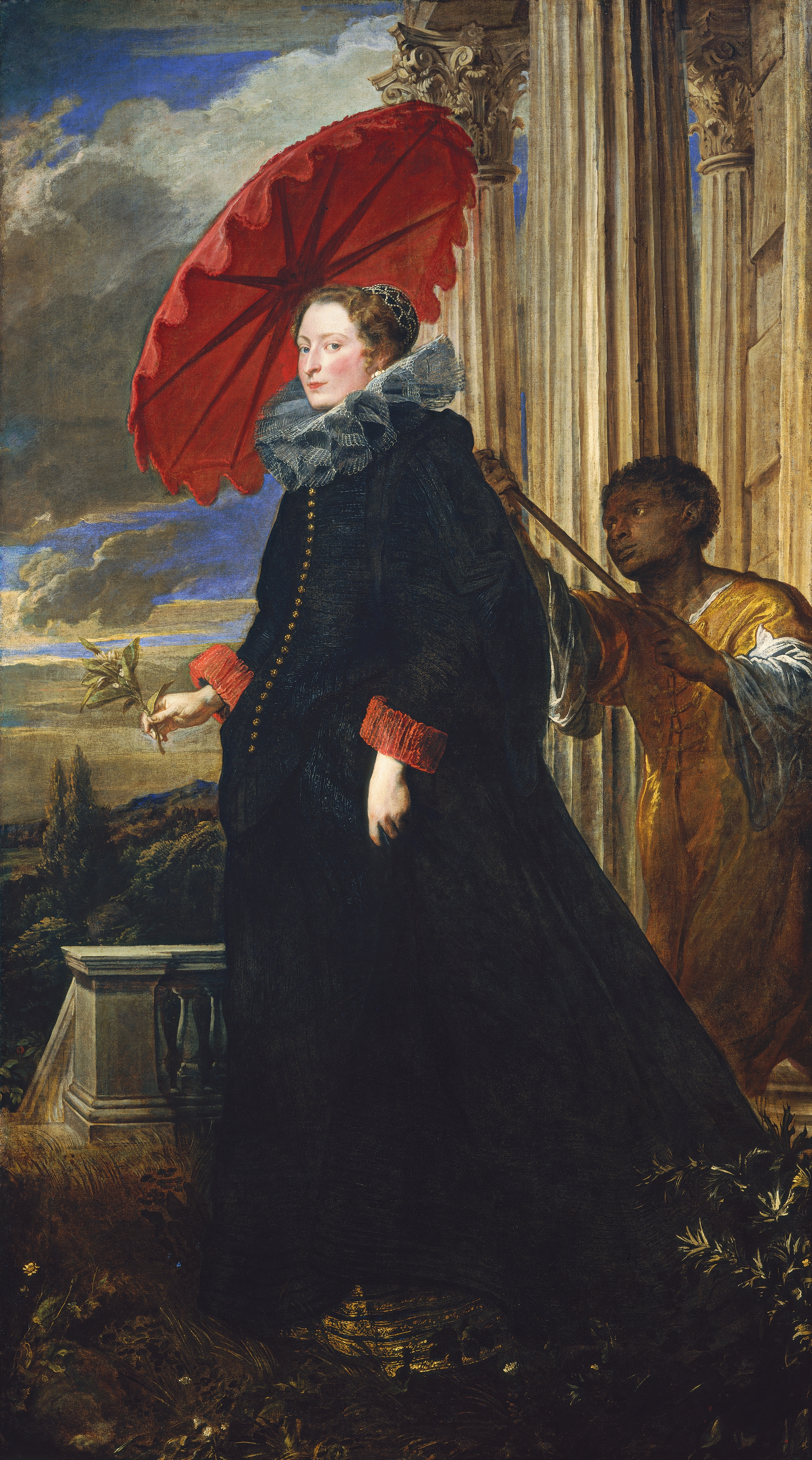
Retrato da Marquesa Elena Grimaldi, 1623, na Galeria Nacional de Arte.

Tendo regressado a Antuérpia em 1621, Van Dyck, no outono desse mesmo ano, partiu para a Itália, instalando-se em Gênova, onde ficaria por seis anos. Era uma cidade perfeita para qualquer pintor: rica, elegante e com senhores poderosos. O biógrafo Bellori descreveu sua chegada assim:
| “ | Suas maneiras eram as de um cavalheiro e não as de um homem comum, pois formara seus hábitos no estúdio de Rubens, em meio a nobres. Era também orgulhoso por natureza e ávido pela fama. Usava vestes luxuosas, trazia plumas em seu chapéu, correntes de ouro ao longo do peito e fazia-se acompanhar de servos. | ” |

Van Dyck era um viajante seletivo da Itália; aparentemente já tinha decido de antemão o que queria ver. Foi em Gênova que ele se definiu como retratista da aristocracia. Sob a influência renovadora da arte italiana e tendo diante de si o exemplo dos retratos genoveses executados por Rubens, seu estilo expandiu-se intensamente.  
As genovesas, mais que outras mulheres italianas, eram devotadas ao lar e à reclusão, sendo recatadas e tímidas por temperamento. Tais características Van Dyck captou e registrou magistralmente em seus retratos. Nos retratos que pintara em Antuérpia, Van Dyck já estava distanciado da rígida formalidade do tradicional retratismo flamengo.
Em 1627, depois de uma longa e bem-sucedida temporada italiana, Van Dyck resolveu retornar a Antuérpia, por causa da morte da irmã, Cornélia.

## Retorno a Antuérpia
De volta a Antuérpia, Van Dyck trabalhou continuamente para a Igreja e era sempre muito solicitado como retratista. Também executou obras mitológicas, tais como Rinaldo e Armida, adquirida por Carlos I em 1629. Na tela, ecoavam os mestres venezianos, causando grande entusiasmo em Londres, já que as pinturas italianas dominavam o gosto de colecionadores ingleses. Em maio de 1630, ele foi indicado como pintor da corte, tendo feito numerosos retratos da Arquiduquesa Isabella, governante Habsburgo de Flandres.  

## Galeria

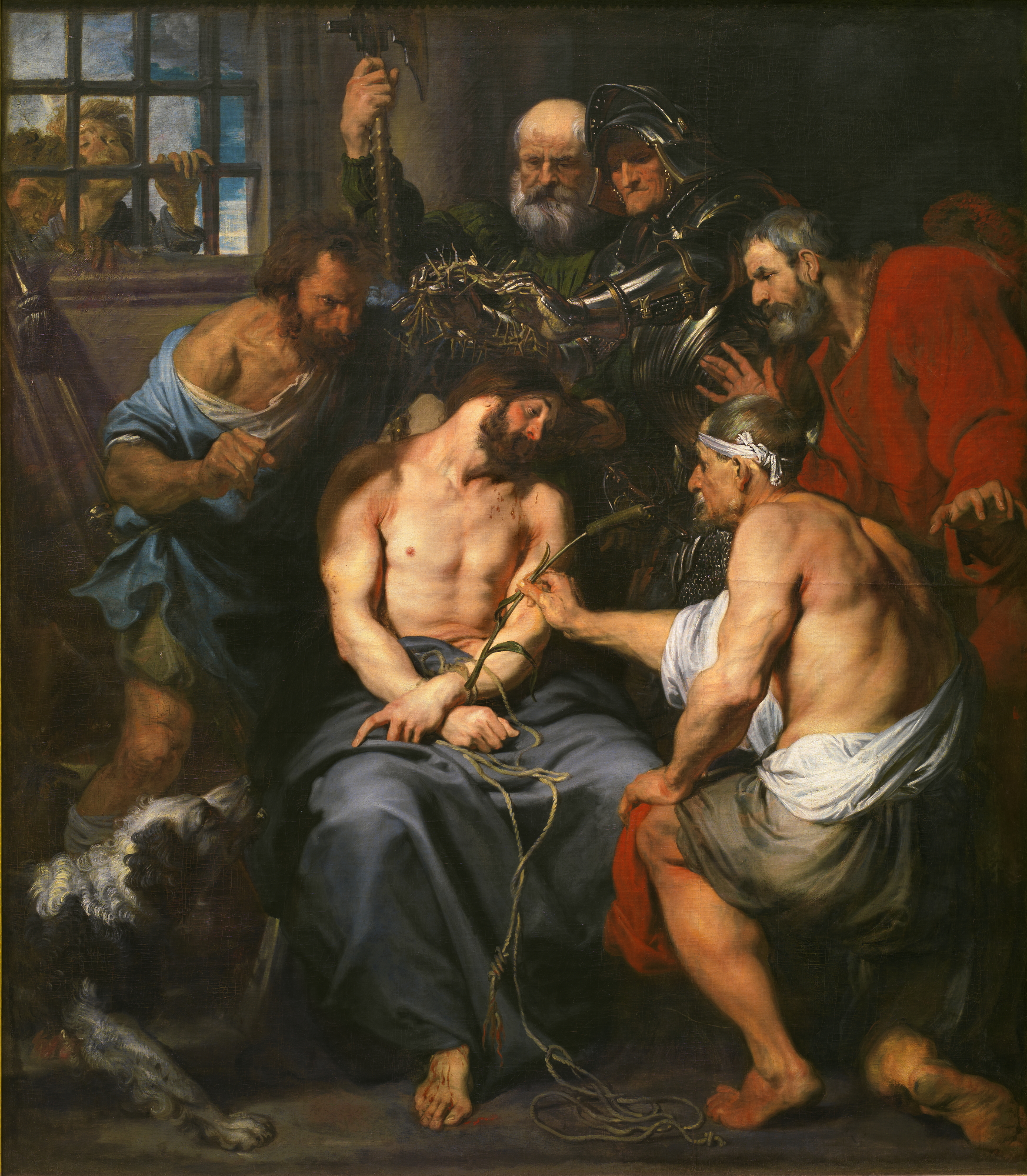
Cristo coroado de espinhos (c. 1620) no Prado
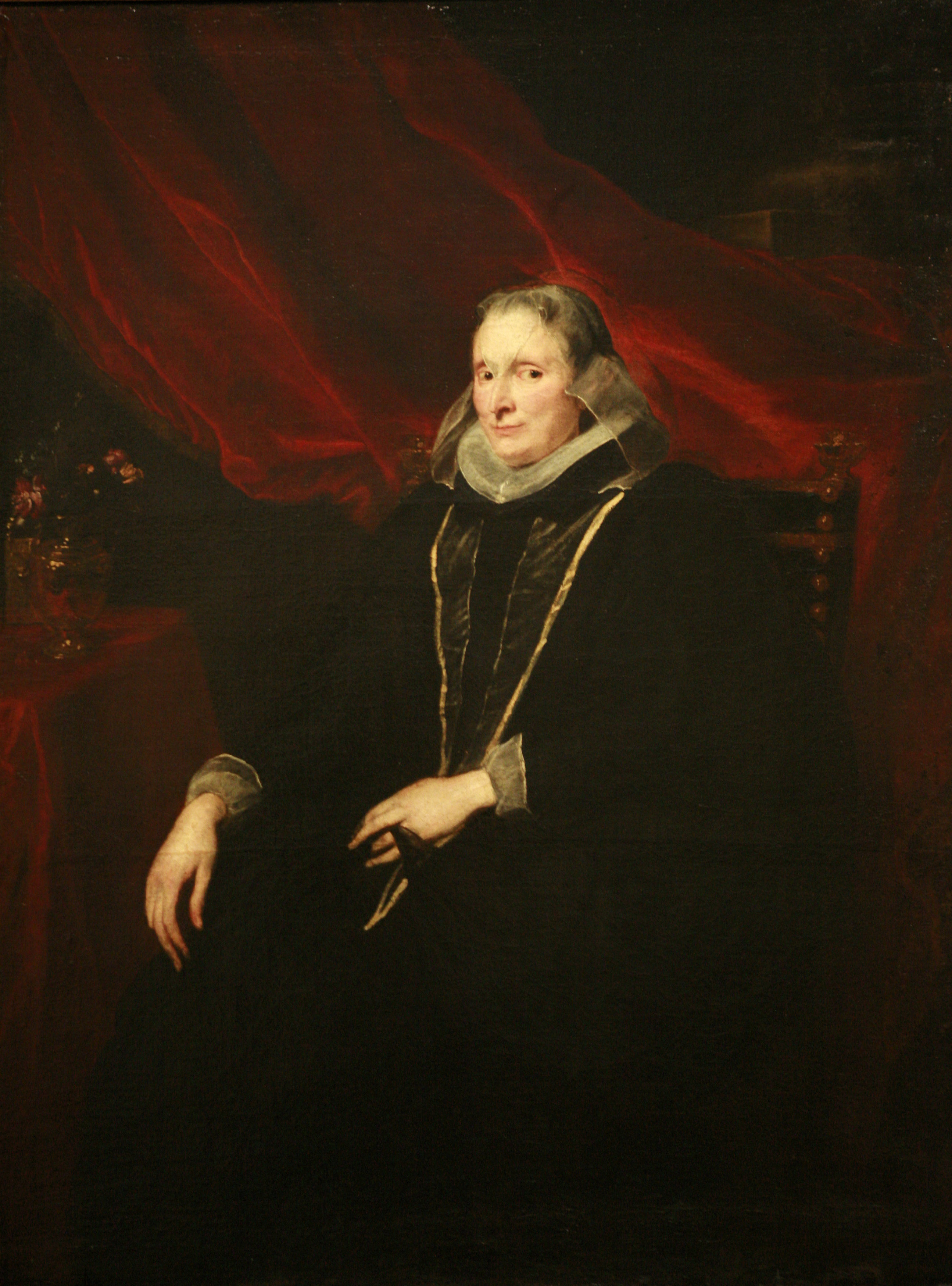
Luigia Cattaneo-Gentile, Genoa, ca. 1622
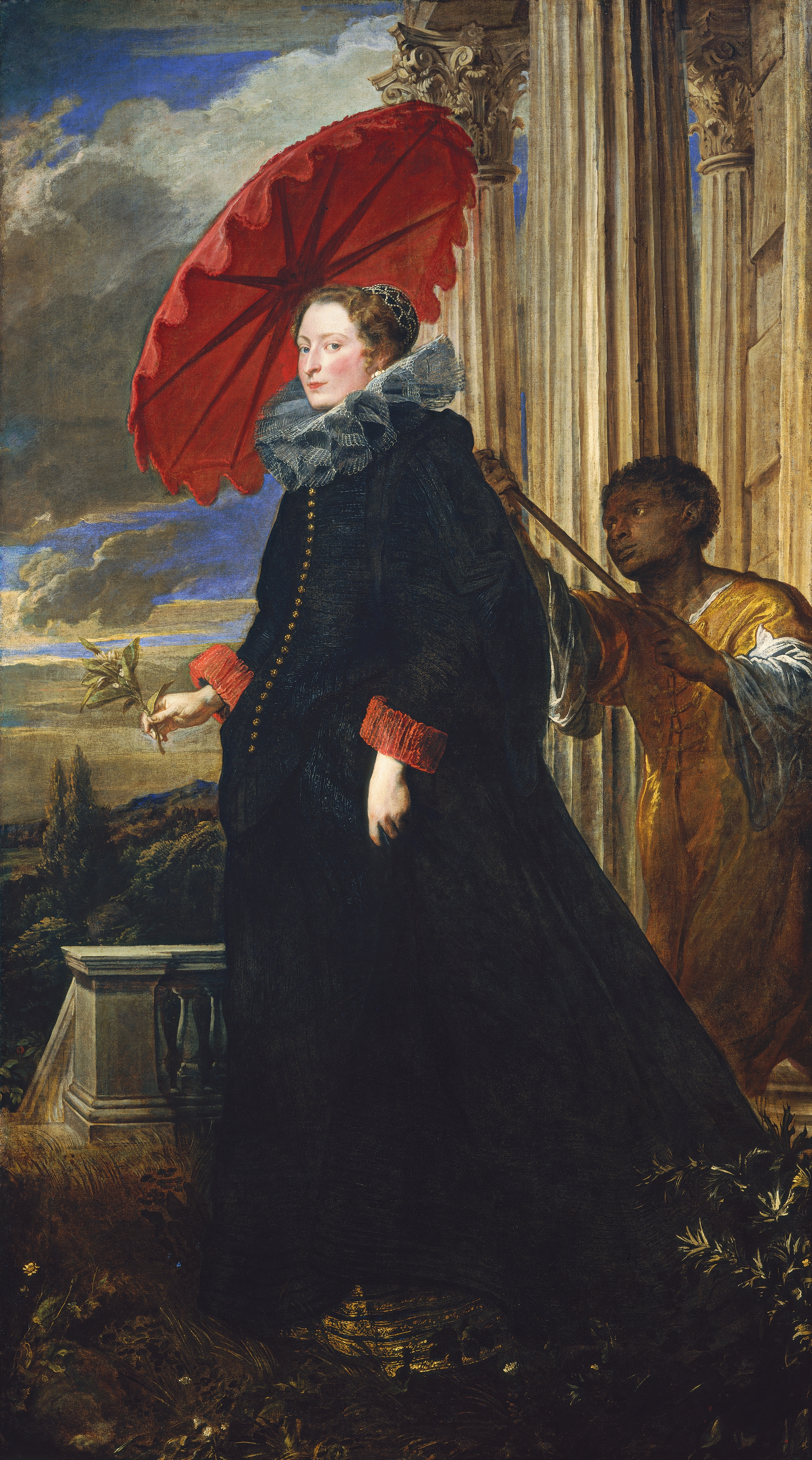
Elena Grimaldi, Genoa, 1623
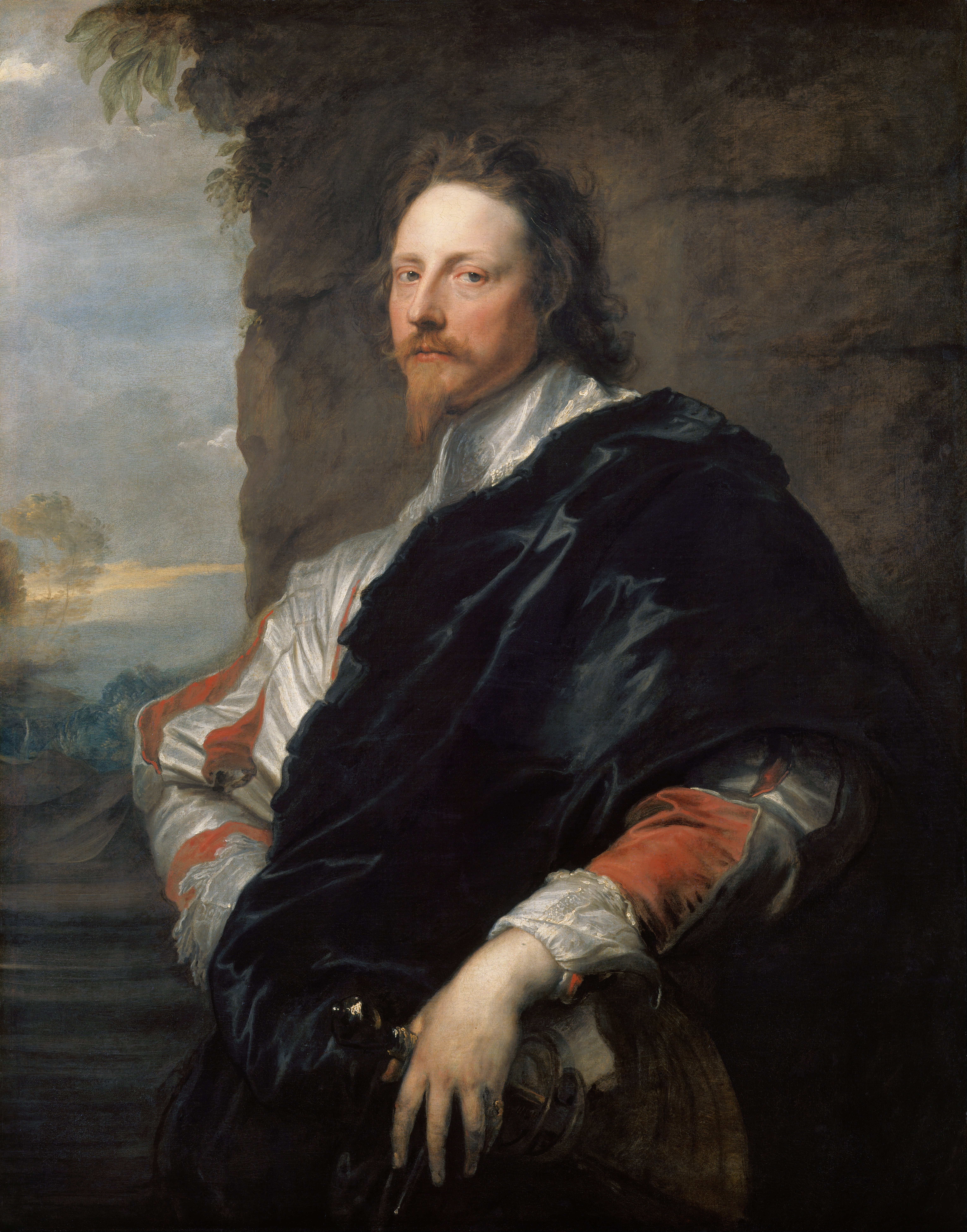
Nicholas Lanier, 1628
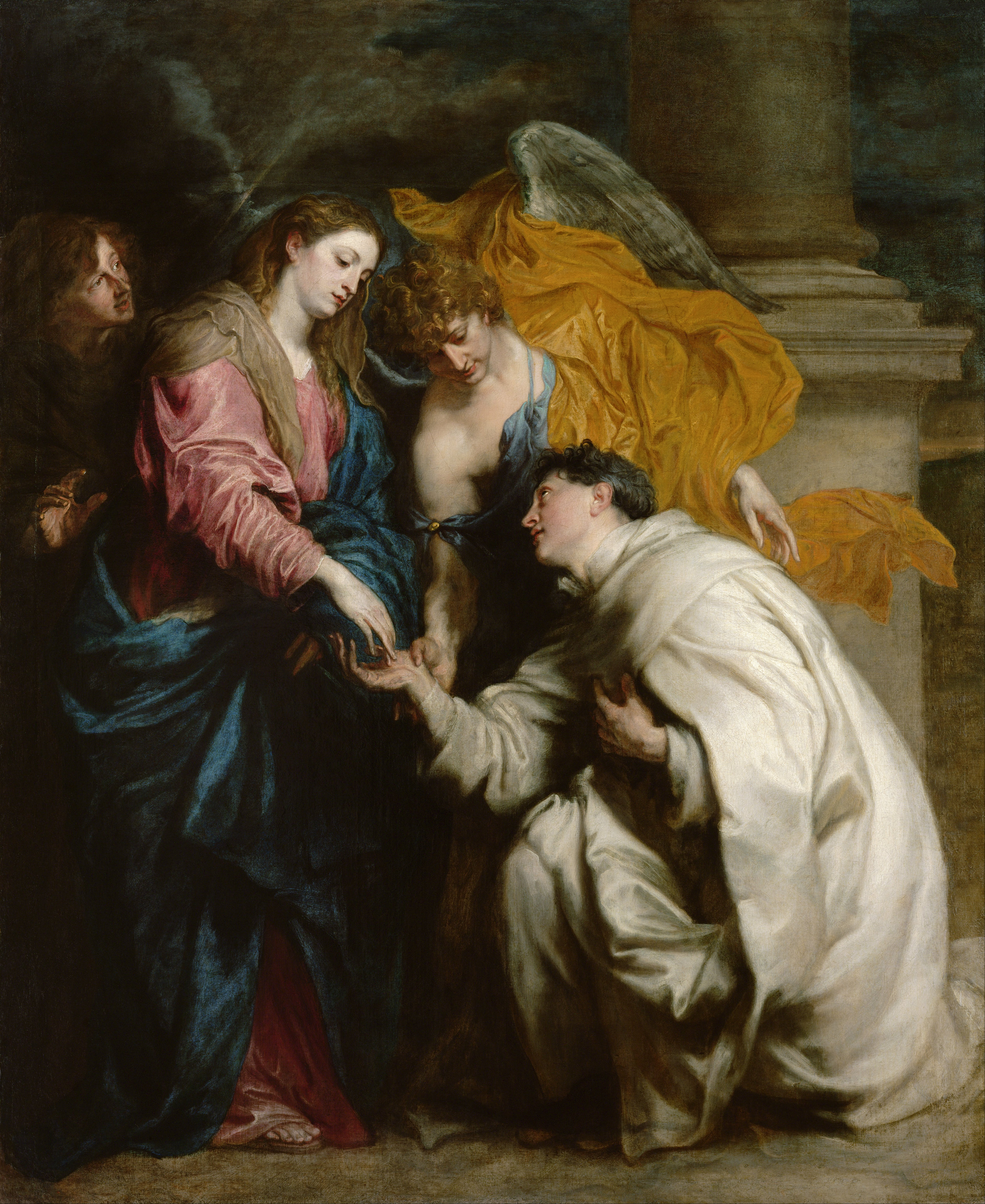
A Visão do Bem-aventurado Hermann Joseph c. 1629–30
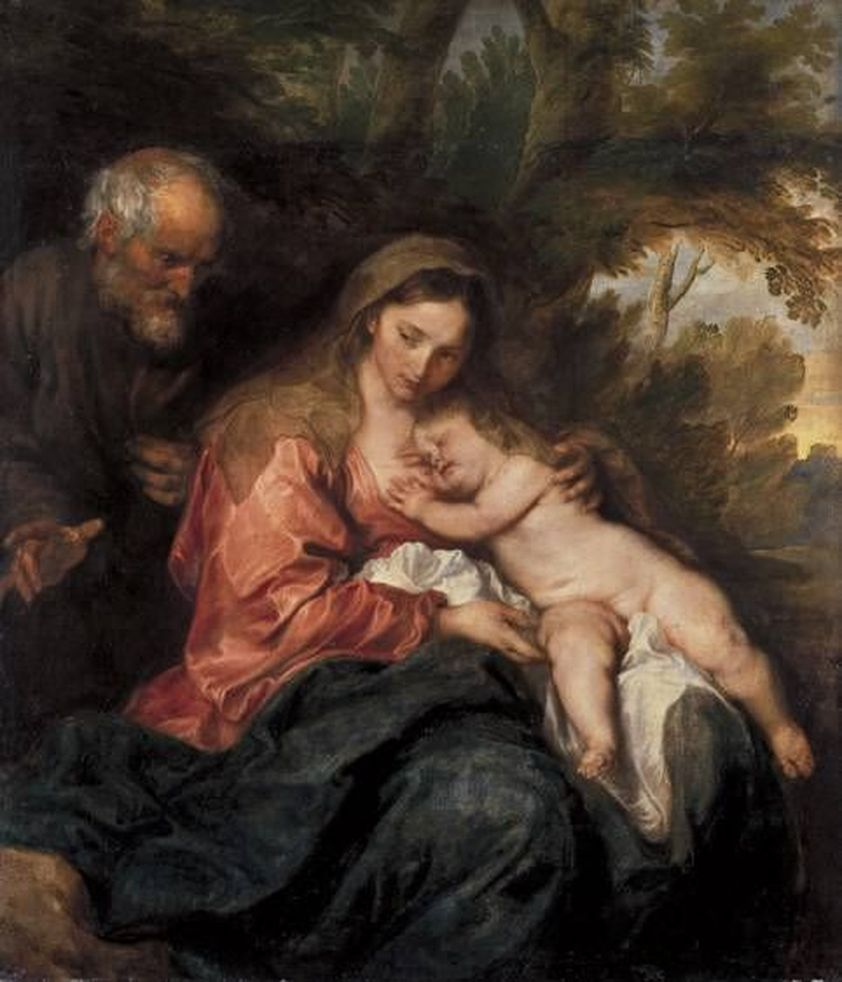
Descanse na fuga para o Egito, ca. 1630, Alte Pinakothek, Munich
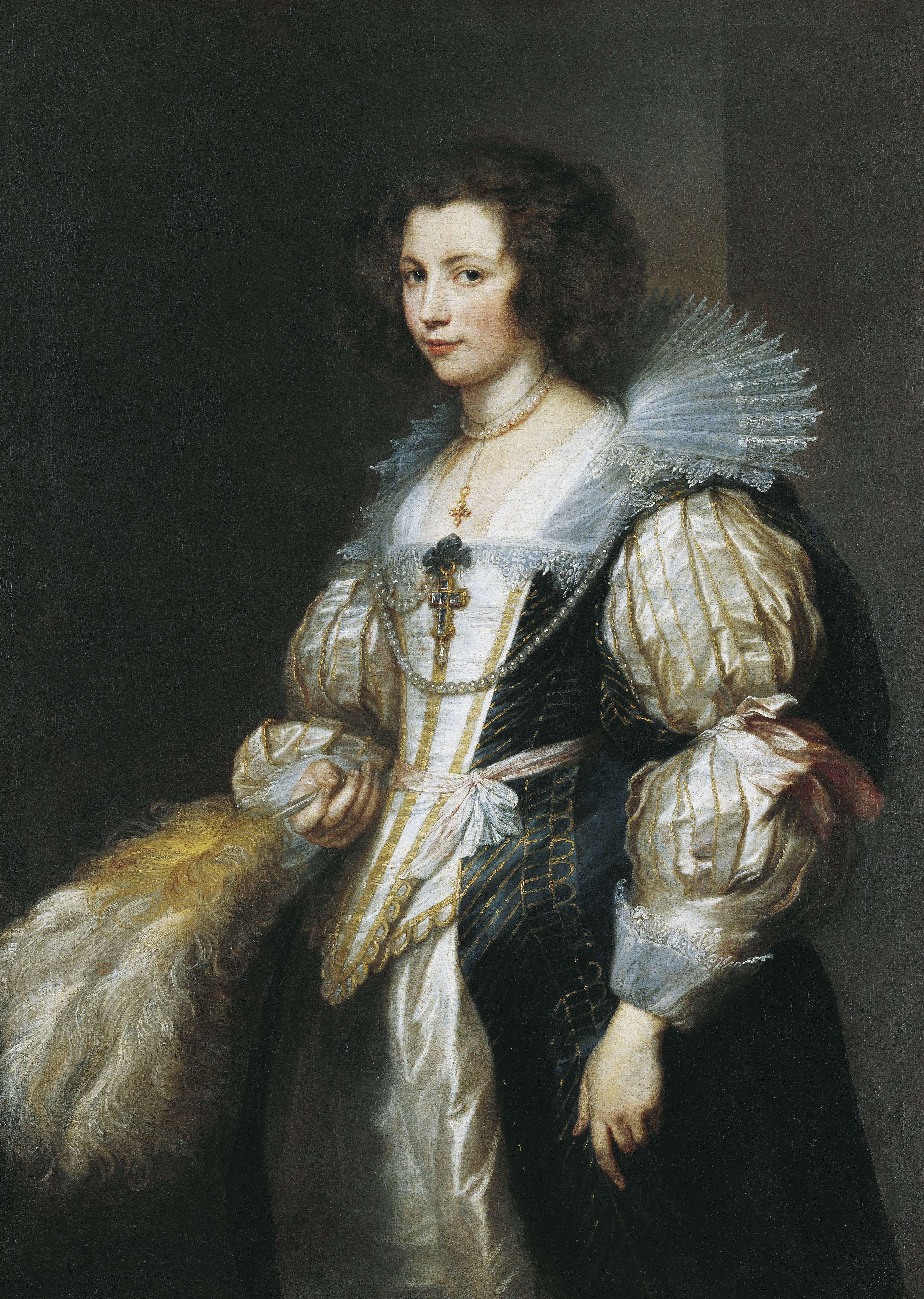
Marie-Louise de Tassis, Antwerp, 1630
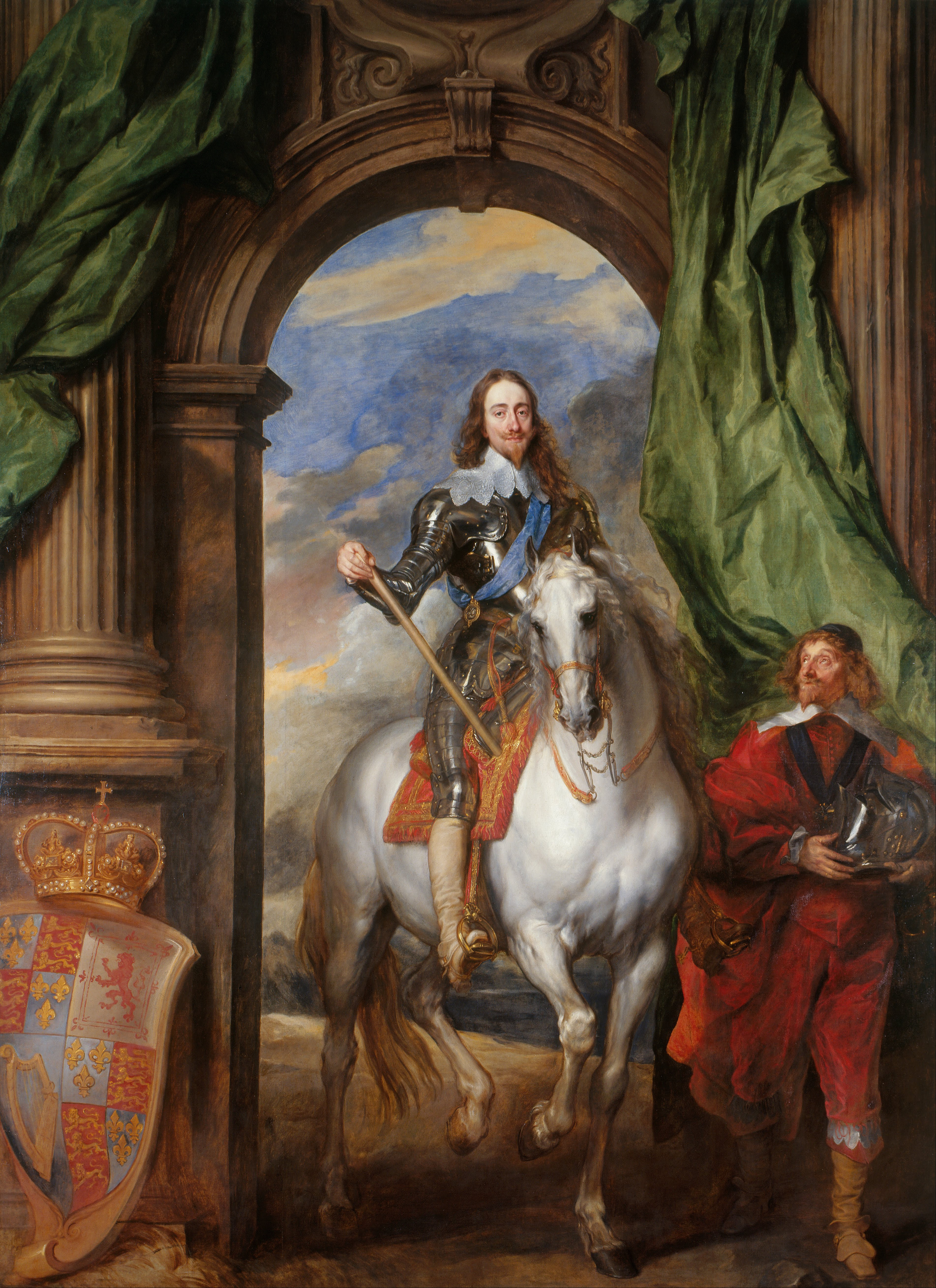
Carlos I com M. de St Antoine, 1633
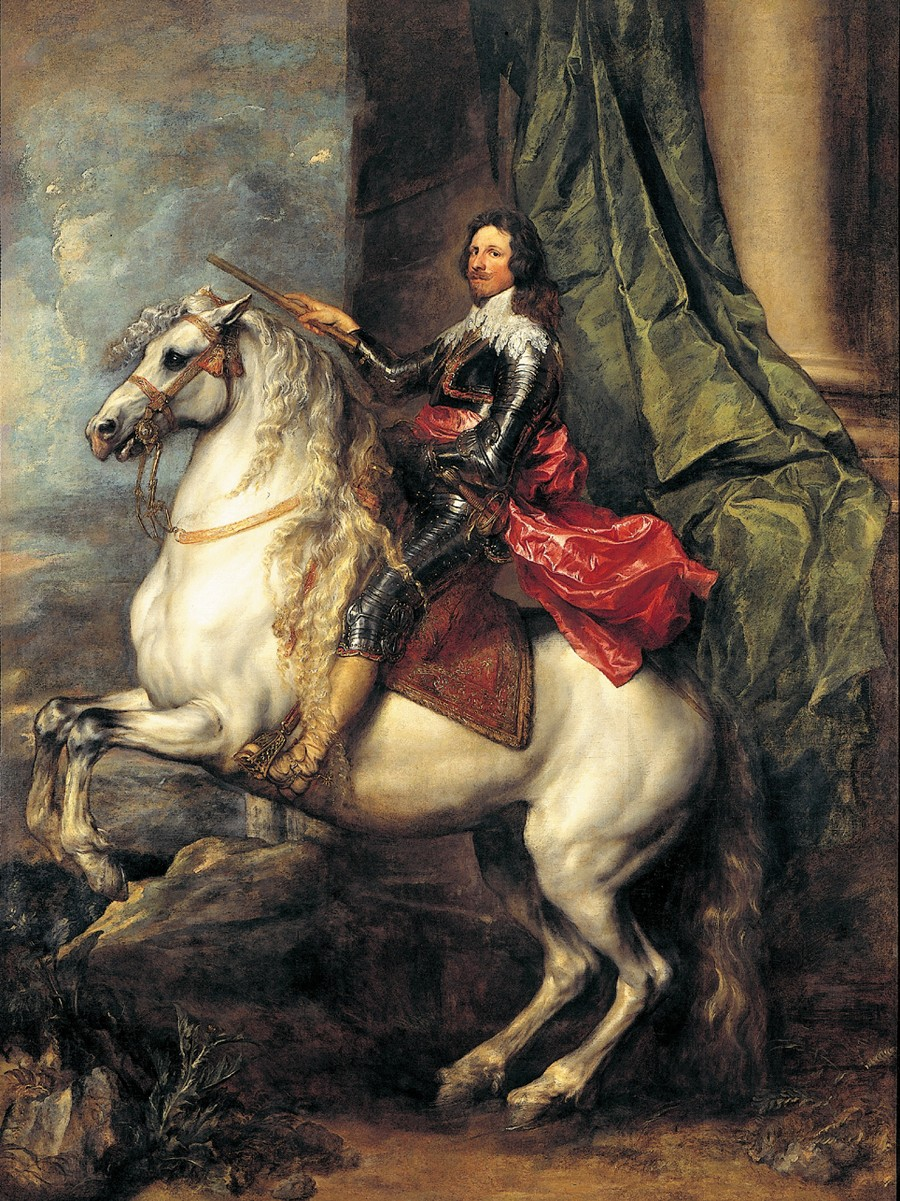
Retrato equestre de Thomas Francis, Príncipe de Carignano, 1634
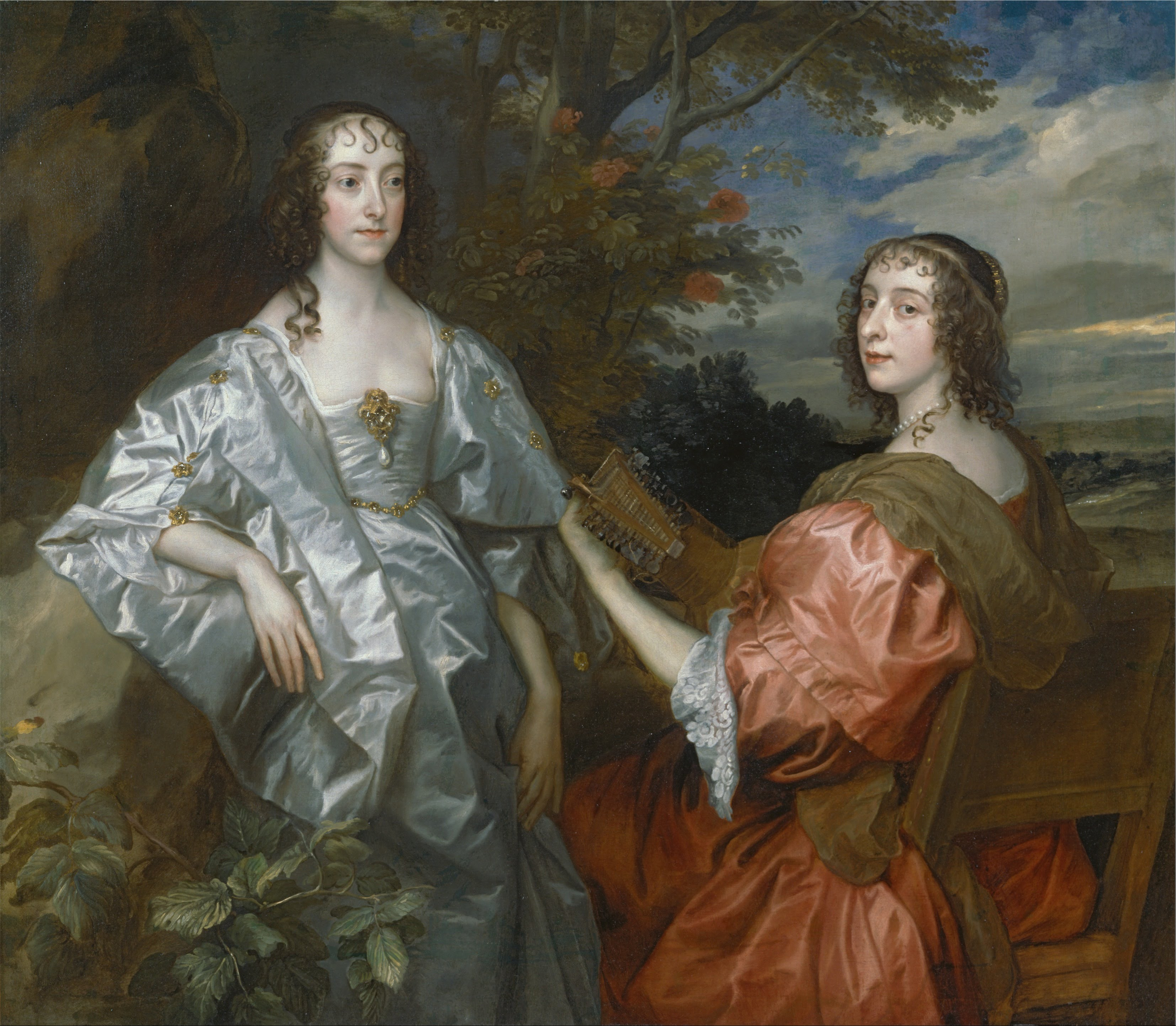
Katherine, condessa de Chesterfield, e Lucy, condessa de Huntingdon, c. 1636–1640, óleo sobre tela, Yale Center for British Art
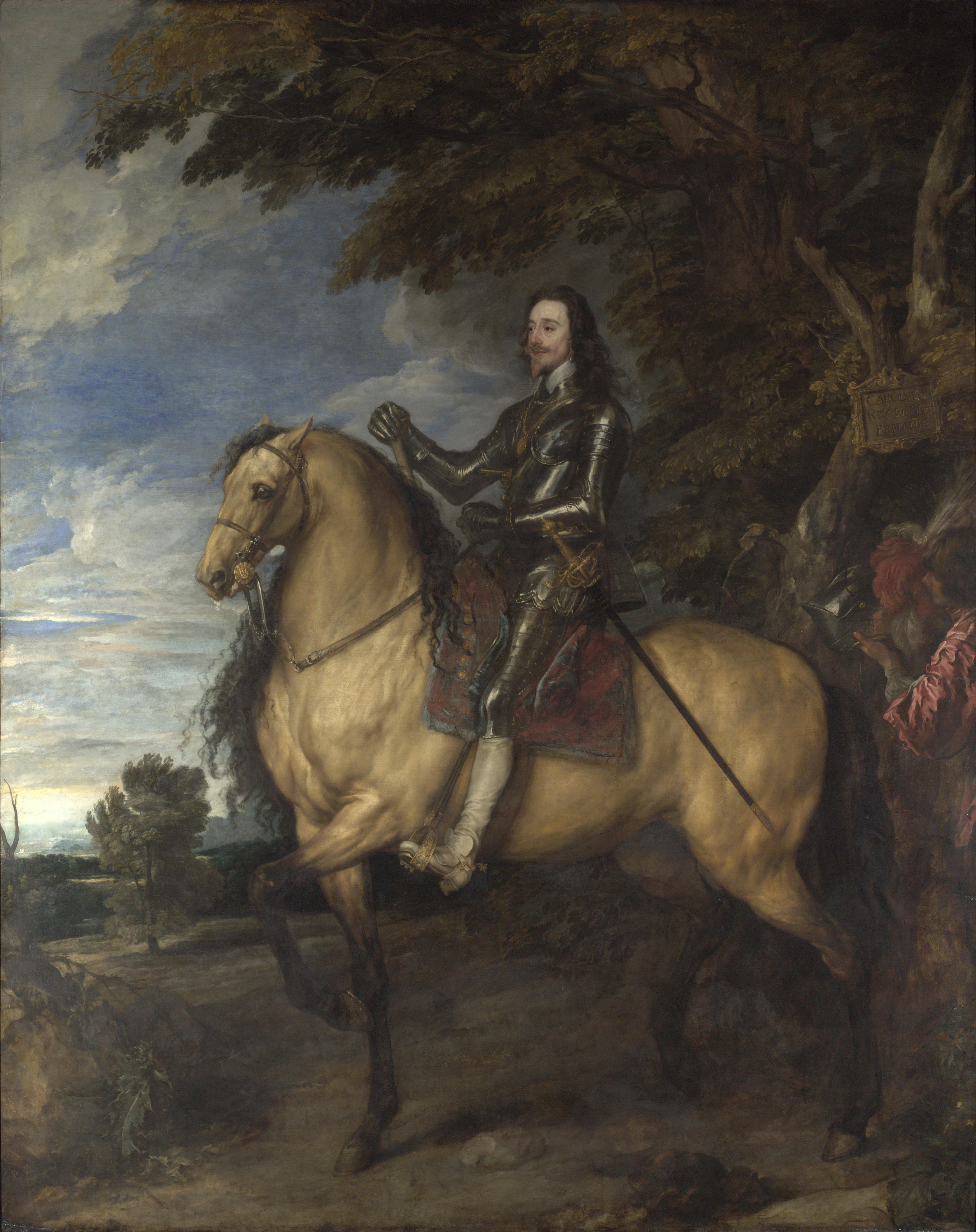
Retrato equestre de Carlos I, c. 1637-38
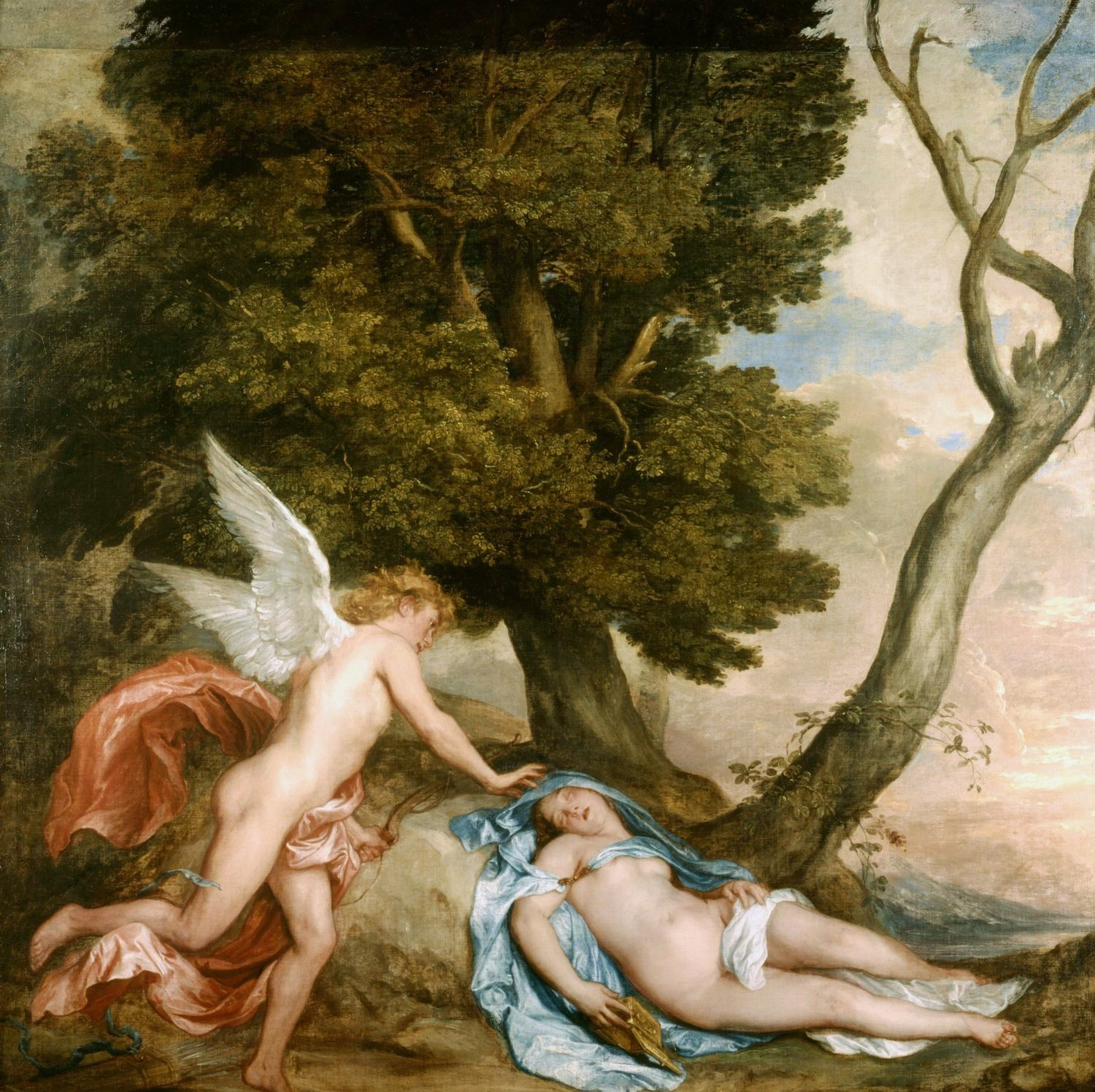
Cupido e Psique, 1638
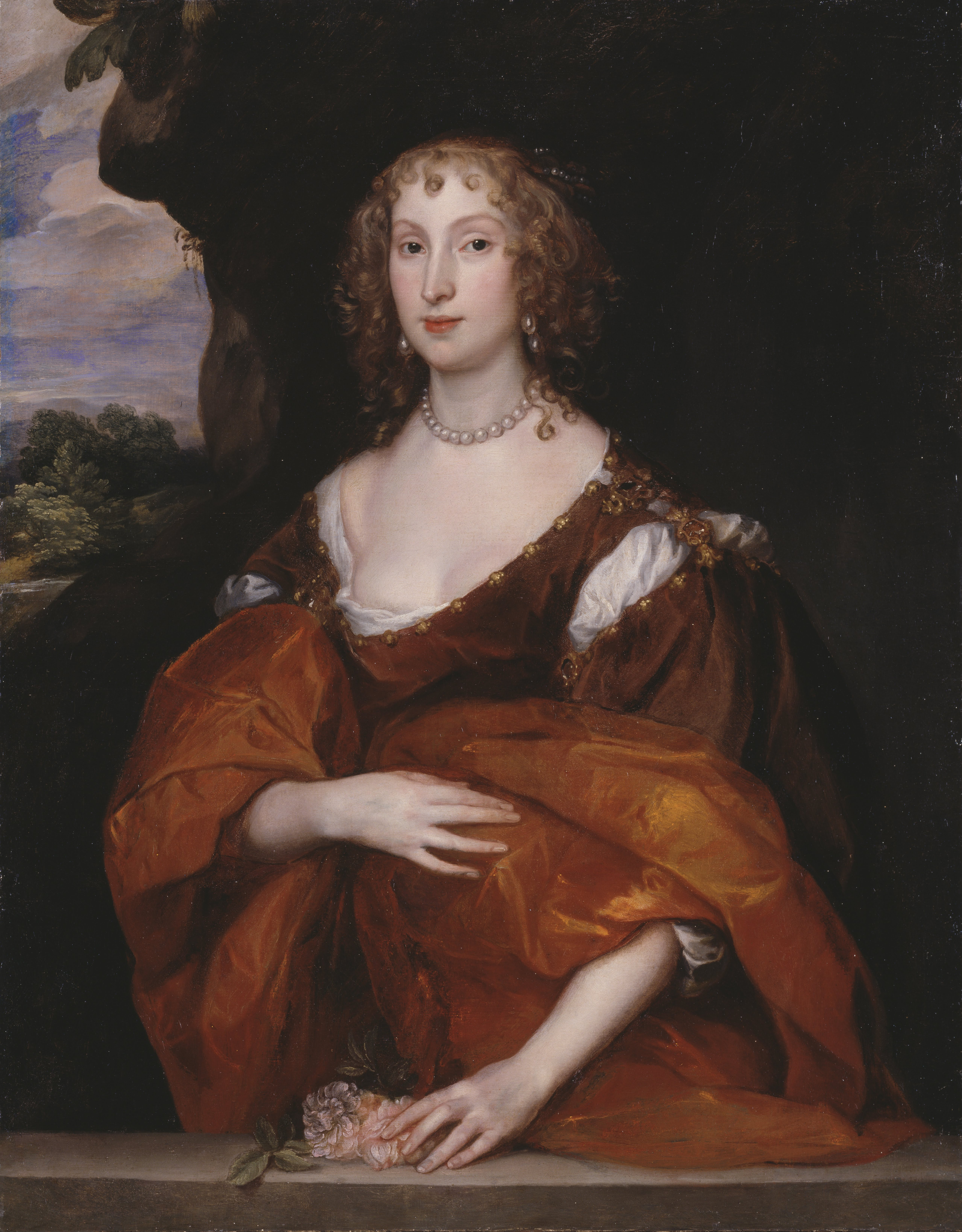
Retrato de Mary Hill, Lady Killigrew , 1638
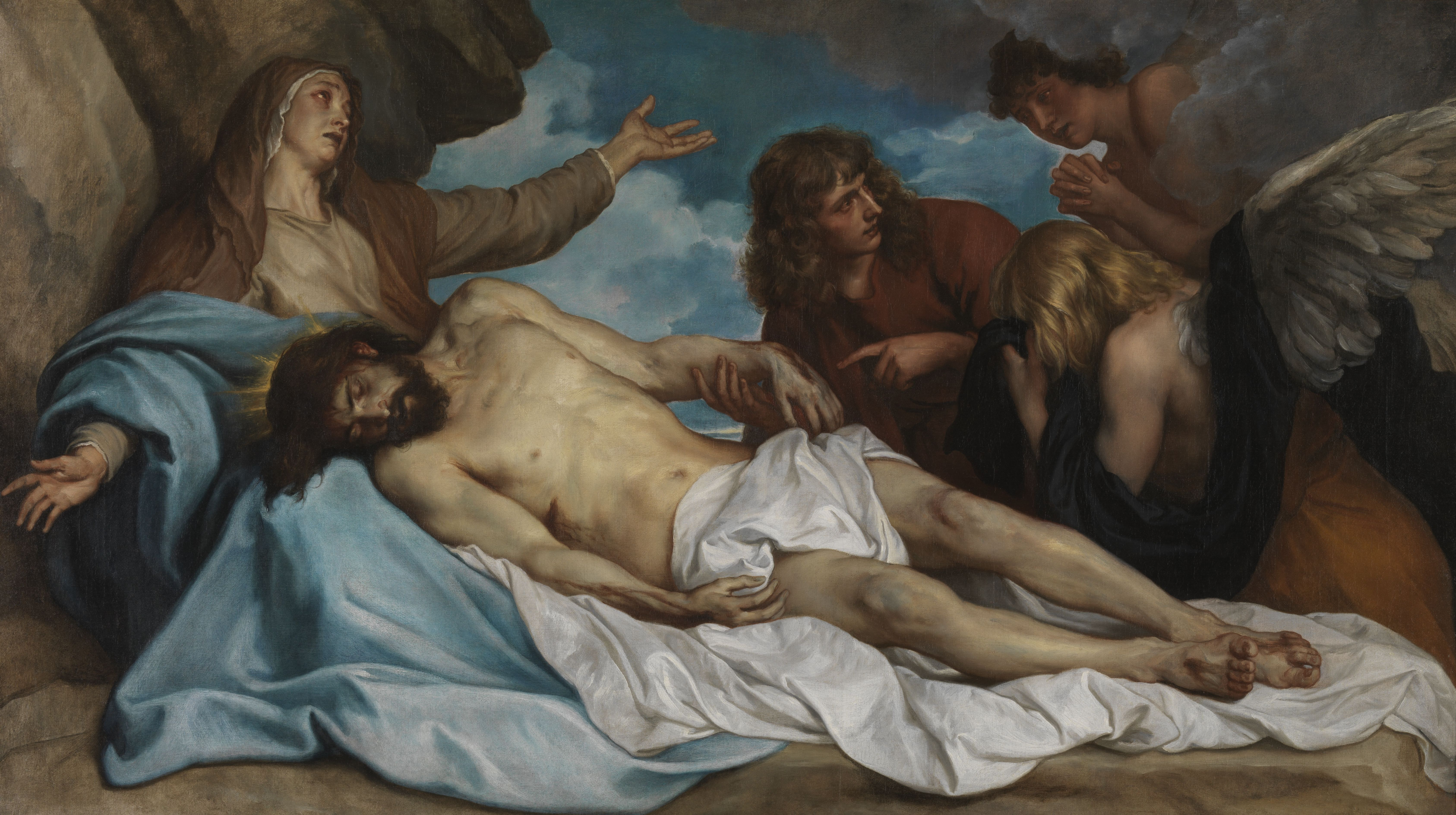
Bewening van Christus, 1635, Museu Real de Belas Artes de Antuérpia
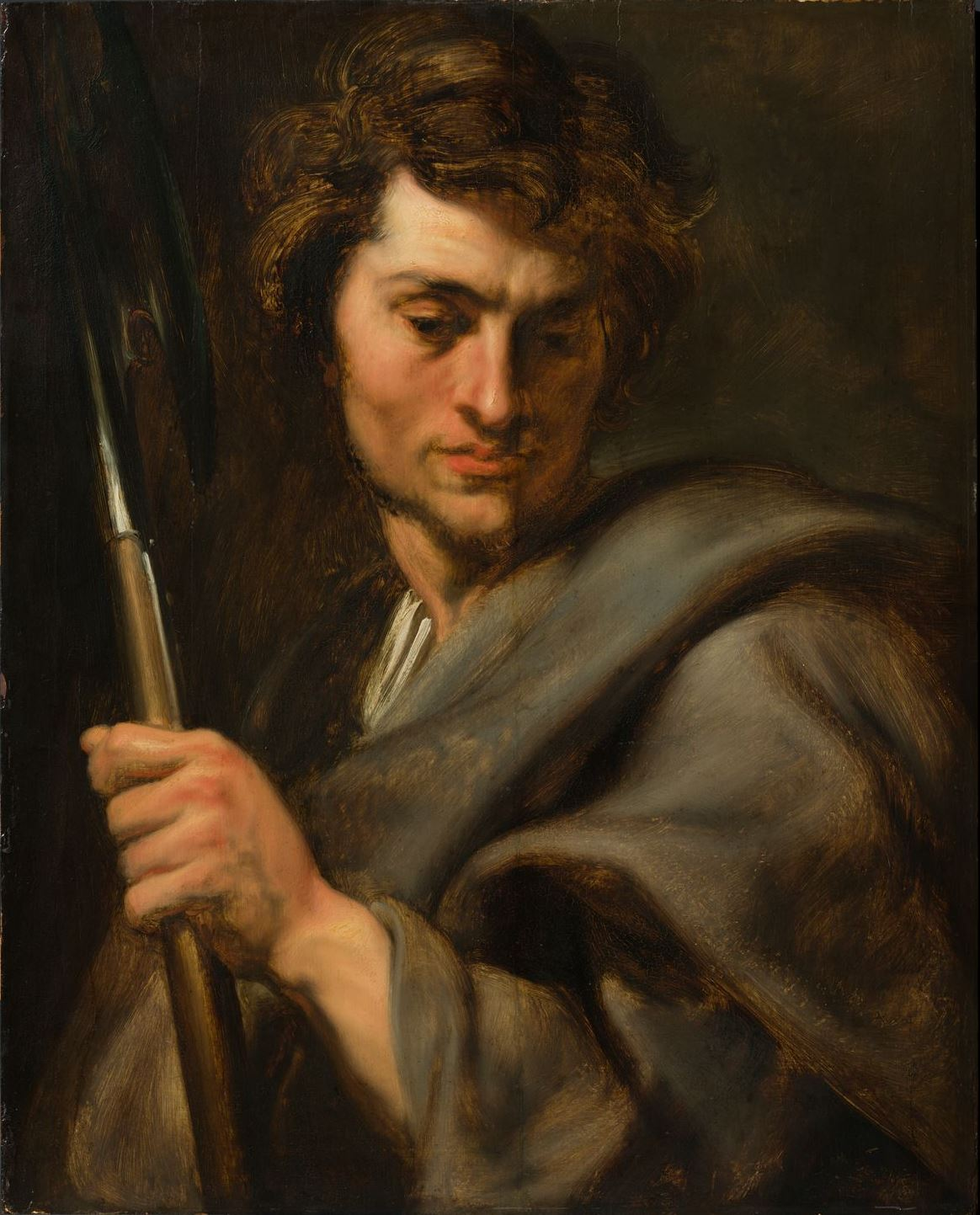
O apóstolo Mateus, Museu Real de Belas Artes de Antuérpia
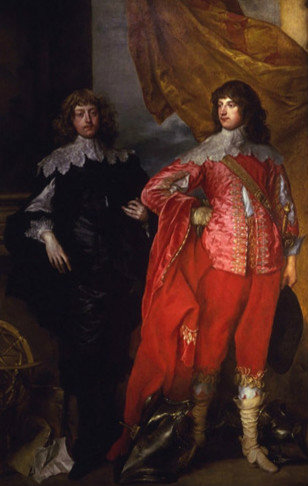
Retrato de Sir George Digby, 2º conde de Bristol, político monarquista inglês com William Russell, 1º duque de Bedford ("Guerra e paz"), 1637, Althorp
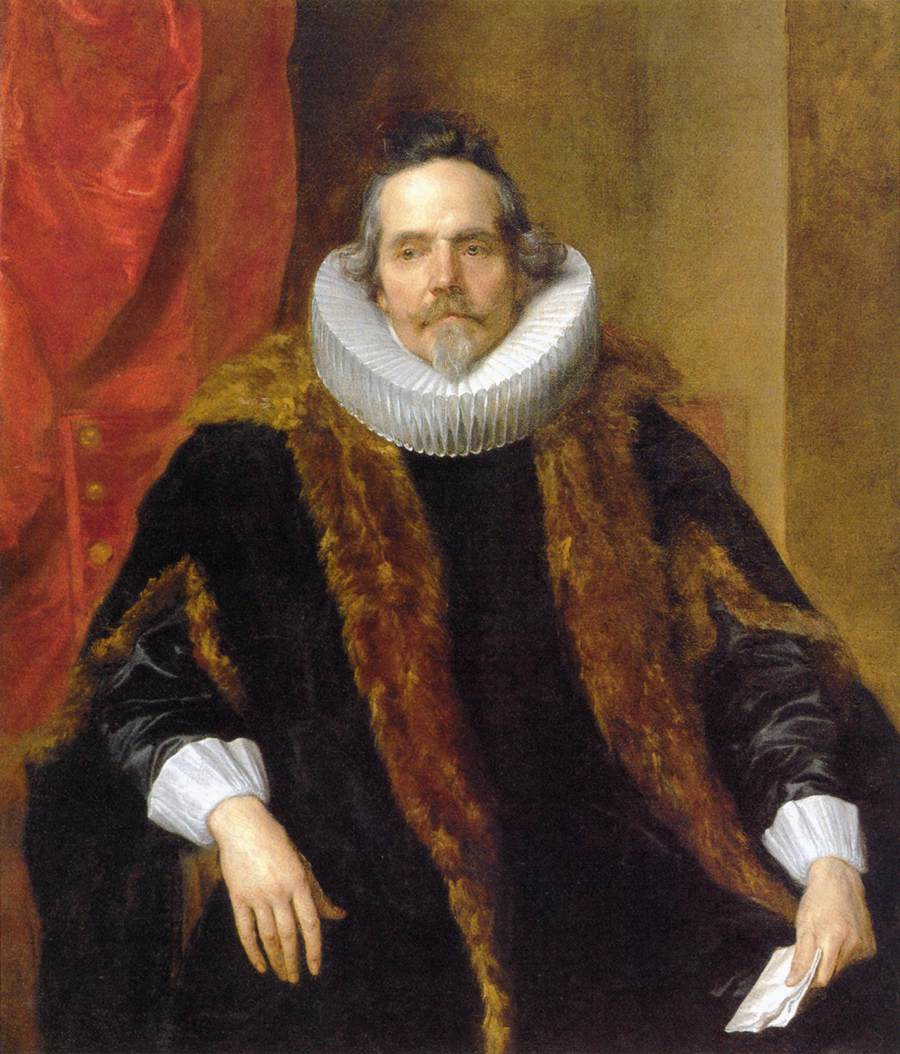
Retrato de Jacques Le Roy, 1631. Museu Thyssen-Bornemisza, Madrid.
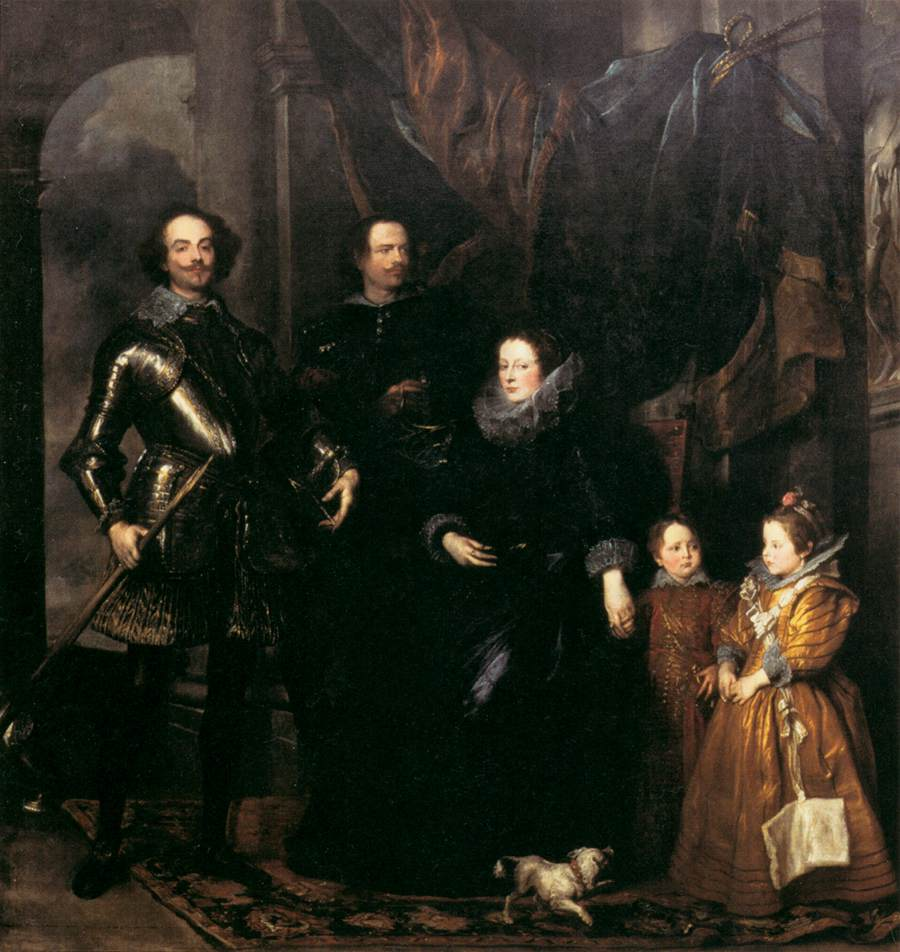
O Retrato dos Lomellini, c. 1627, Galeria Nacional da Escócia
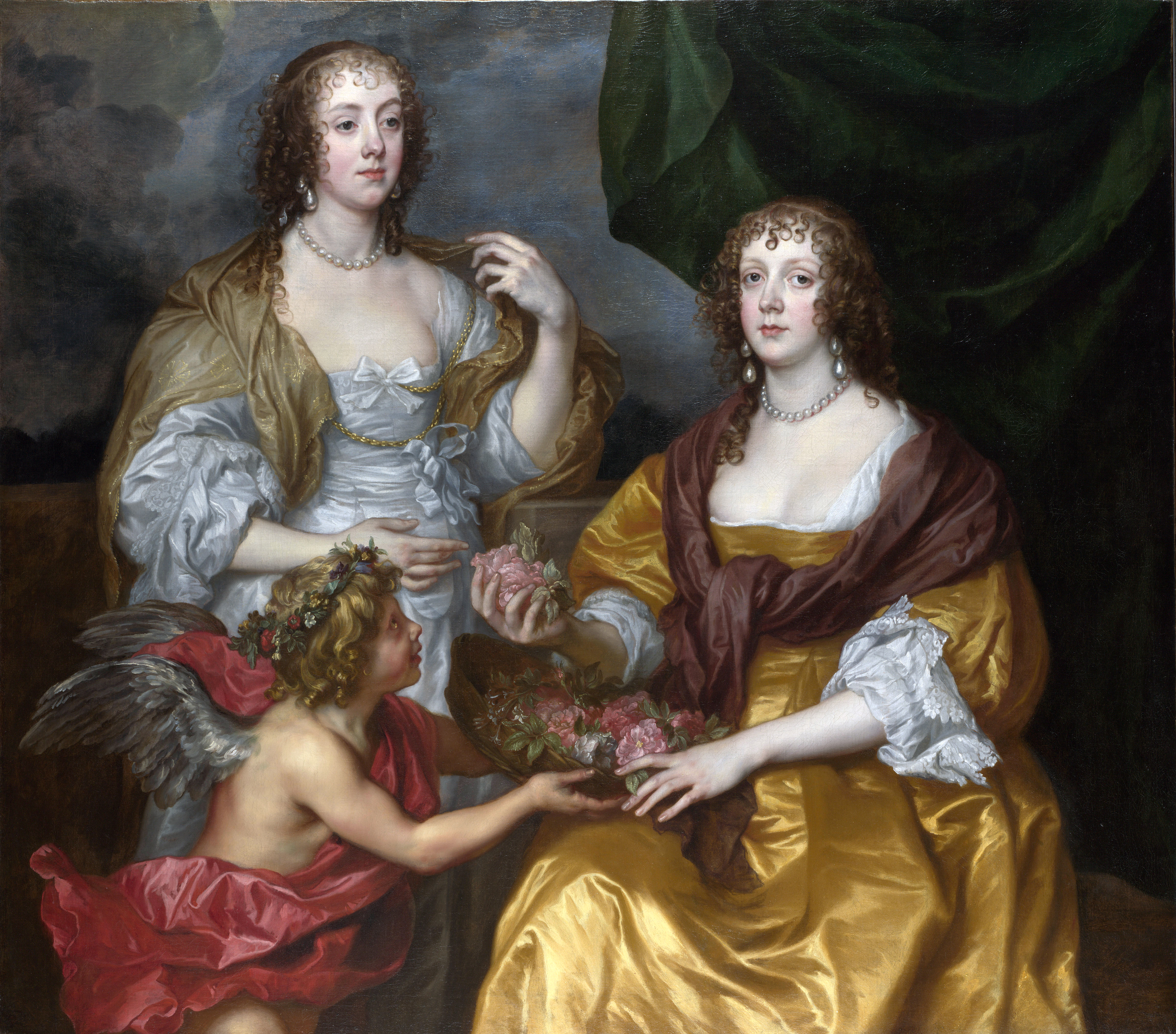
Lady Elizabeth Thimbleby e Dorothy, Viscondessa de Andower, c. 1637, Galeria Nacional de Londres

## Pintor da corte real inglesa

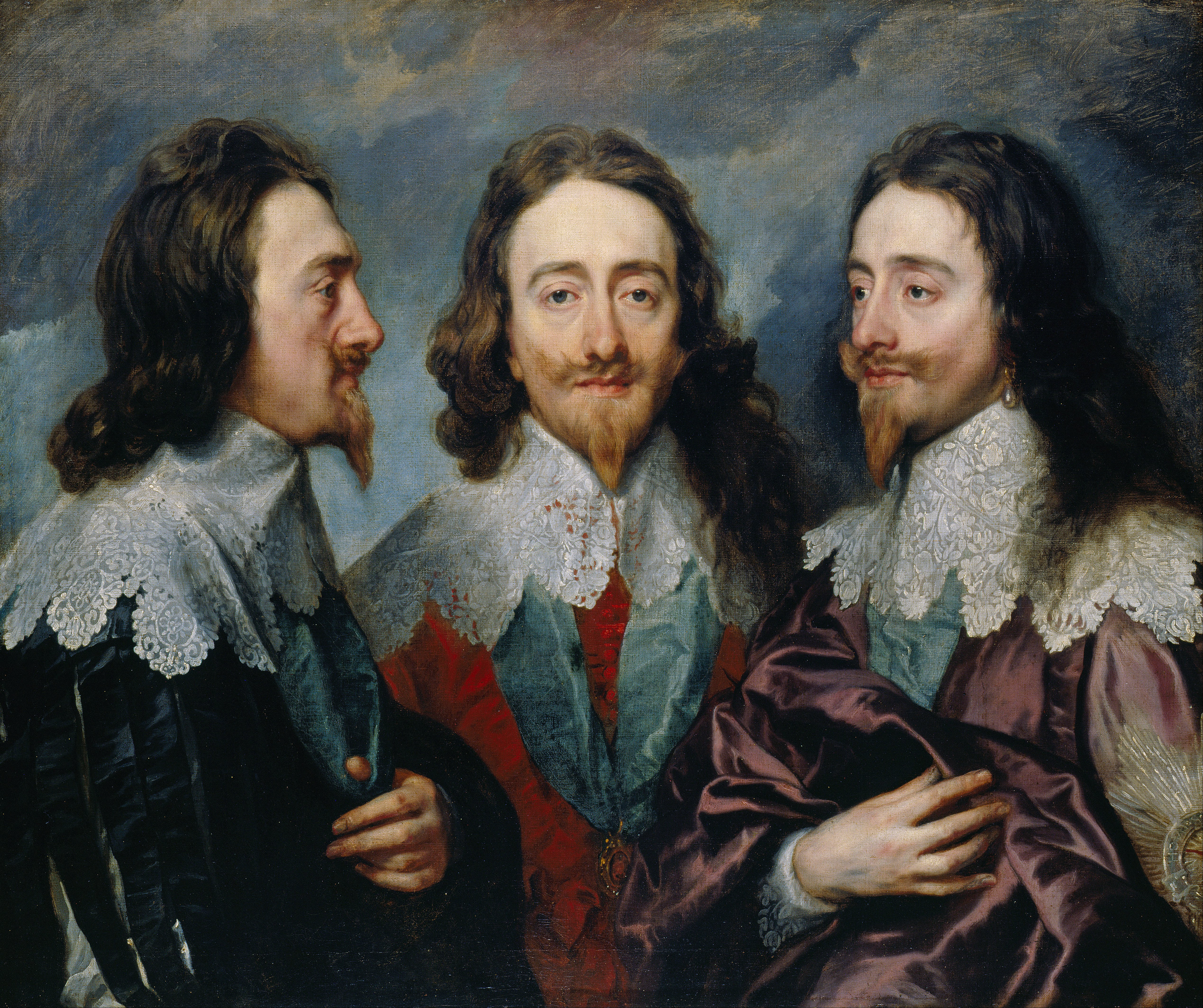
Carlos I em Três Posições, 1635–36, na Royal Collection.

Em 1632, Carlos I, encorajado pelo Conde de Arundel, convidou Van Dyck para sua corte. Carlos I, que se tornou rei em 1625, tinha a reputação de generoso patrono das artes, tendo sido descrito por Rubens como "o maior apreciador da pintura entre os príncipes do mundo". Rubens pintou o teto de Whitehall Banqueting House. Van Dyck, que sentia uma atração pela vida na corte, aceitou. Passou a viver em uma casa de Blackfriars, com as despesas pagas por Carlos I, e a ter acesso a uma residência de verão em Eltham, recebendo uma pensão anual de duzentas libras esterlinas. 
Em 5 de julho de 1632, Anthony van Dyck foi investido cavaleiro. Bellori fornece uma rica descrição do estilo de vida que Van Dyck teve em Londres. De acordo com o biógrafo, a casa do pintor era frequentada pela mais alta nobreza da época. "Van Dyck mantinha servos, músicos, cantores e bobos; com essas diversões entretinha os grandes homens que diariamente vinham posar para os retratos", escreveu Bellori. Na casa de Blackfriars, foi construída uma plataforma flutuante que facilitava o acesso dos visitantes nobres que vinham pelo rio Tamisa.
Durante os nove anos em que viveu na Inglaterra, Van Dyck pintou cerca de trinta retratos em grandes dimensões para Carlos I, além de receber uma infindável sucessão de encomendas da aristocracia. Sua produção de retratos foi verdadeiramente prodigiosa.